# Merlin Properties
Merlin Properties ist eine börsennotierte spanische Socimi (spanische Version eines REIT) und Teil des spanischen IBEX 35-Index. Der Immobilienverwalter wurde 2014 von den zwei ehemaligen Deutsche-Bank-Angestellten Ismael Clemente und Miguel Ollero unter dem Namen Magic Real Estate gegründet. Das Vermögen von Merlin Properties beschränkt sich ausschließlich auf Gewerbeimmobilien wie Büros, Verkaufsflächen und Hotels. Mit dem Torre PwC gehört Merlin das dritthöchste Gebäude Spaniens. Im Jahr 2016 gingen in einer großen Transaktion die Gewerbeimmobilien des Immobilienverwalters Metrovacesa auf Merlin über. Zeitgleich wurde die Gesellschaft Testa Residencial, eine damalige Tochter von Merlin, mit ihren Wohnimmobilien auf den Rest der Metrovacesa vereinigt.